# 吉旺启
吉旺启（？—？），汉族，山西人，中华人民共和国政治人物。

## 生平
经中共陆军十三军党委批准，于1967年4月2日成立景东县军事管制委员会党委，取代中共景东县委的工作。吉旺启出任书记，1968年9月撤销。1968年9月，因文化大革命爆发并蔓延到沧源县，中共沧源县委机制破坏。1971年4月，中共沧源佤族自治县第三次代表大会召开，选举30人组成自治委员会，由军代表吉旺启出任组长。同年7月19日，省委任命军代表张承典为中共沧源县委书记。